# 1496
Cette page concerne l'année 1496  du calendrier julien.
L'année 1496 est une année bissextile qui commence un vendredi.

## Explorations outremer et Amérique

### Christophe Colomb et les Caraïbes
- 10 mars : Christophe Colomb laisse le gouvernement d’Hispaniola à son frère Bartolomeo et rentre en Espagne avec Juan de Aguado[1].
- 11 juin : Christophe Colomb est de retour en Espagne. Il est reçu par les Rois catholiques à Burgos au mois d’août[1]. Il obtient gain de cause pour préparer un troisième voyage, mais la reine Isabelle ordonne que seuls des Castillans soient désormais envoyés aux Indes. Catalans et Génois sont exclus de la conquête.
- 5 août : fondation de Saint-Domingue à Hispaniola par Bartolomeo Colomb, première ville créée par des Européens en Amérique[2].

### Îles Canaries (dépendance de la couronne de Castille)
- 25 juillet, îles Canaries : soumission des Menceyes (roi) à la couronne de Castille[3].
- 29 septembre : conquête définitive de Tenerife, aux îles Canaries, par Alonso Fernández de Lugo[3].

### Explorations anglaises
- 5 mars : Henri VII d'Angleterre s'attache les services de Jean Cabot pour découvrir des terres inconnues[4].

## Europe

### France (règne de Charles VIII)
- Charles VIII ordonne l'établissement d'un port de guerre fortifié à Toulon[5].

### Première guerre d'Italie
La première guerre d'Italie, qui oppose d'abord le roi de France et le roi d'Aragon autour du royaume de Naples, se déroule principalement en Italie, mais aussi en Aragon.
- 21 janvier : traité entre Ferdinand II de Naples et la république de Venise. Venise reçoit en gage d'un prêt de 200 000 ducats les villes de Trani, Brindisi, Otrante et Gallipoli[6].
- 20 juillet : capitulation de la garnison française de Naples (Gilbert de Montpensier), encerclée à Atella par Gonzalve de Cordoue[7].
- 7 septembre : début du règne de Frédéric Ier (1452-1504), roi de Naples (fin en 1501)[8].
- 8 octobre : prise et massacre de Salses, en Roussillon, par les Français ; une trêve est signée jusqu'au 17 janvier 1497, puis prolongée[7].

### Angleterre, Irlande, Écosse
- 24 février : Magnus intercursus, traité de commerce entre l'Angleterre et les Pays-Bas[9].
- 6 août : Gérald le Grand, prince normand indépendant, est confirmé lord-député d’Irlande[10].
- 14 septembre-8 octobre[11] : Jacques IV d'Écosse, qui soutient le prétendant au trône anglais Perkin Warbeck, ravage le Northumberland mais échoue dans sa tentative d'invasion de l'Angleterre.

### Pays-Bas bourguignons (règne de Philippe le Beau)
- 24 février : Magnus intercursus, traité de commerce entre l'Angleterre et les Pays-Bas[9].

### Castille et Aragon (règne d'Isabelle de Castille et de Ferdinand II d'Aragon)

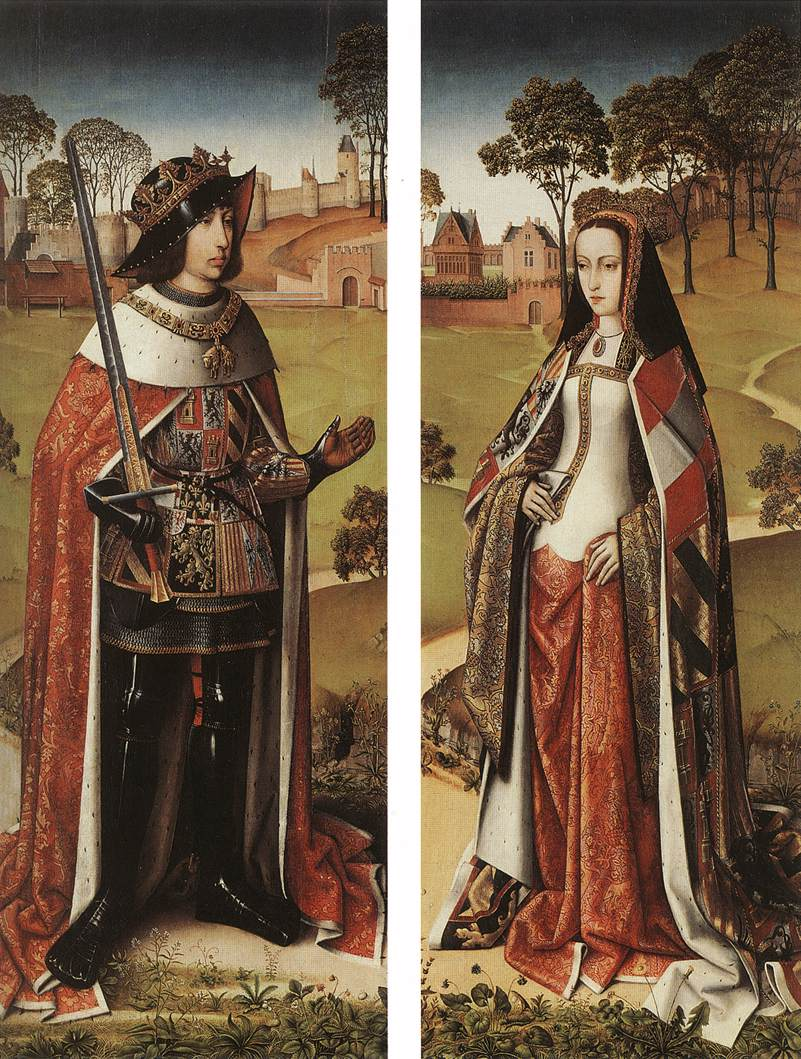
20 octobre : Noces de Philippe le Beau et de Jeanne de Castille

- 20 octobre : Philippe le Beau, fils de Marie de Bourgogne et de Maximilien d'Autriche, épouse à Lierre Jeanne de Castille, fille d'Isabelle et de Ferdinand[12].
- 19 décembre : le pape accorde à Isabelle et à Ferdinand le titre de Rois catholiques[13].

### Portugal
- 23 juin : bulle pontificale qui autorise la transformation de la maison de l'Ordre du Christ, à Belém, près de Lisbonne, en un monastère des moines de Saint-Jérôme[14]. La construction du monastère de Jerónimos commence en 1502.
- 30 novembre, Burgos : signature du contrat de mariage entre Manuel de Portugal et l'infante Isabelle d'Aragon, veuve de l’infant Alfonso, fille des Rois catholiques. Ses derniers posent comme condition au mariage l’expulsion des Juifs du Portugal[15].
- 5 décembre : décret d’expulsion ou de conversion forcée des Juifs et des musulmans du Portugal promulgué à Muge, près de Santarém. Ils ont dix mois pour quitter le pays. Rassemblés à Lisbonne, ils devront être évacués sur des bateaux, vers les Açores ou vers l’Afrique. Manuel, conscient de l’importance du savoir et des richesses des communautés juives et musulmanes, tente de les inciter à recevoir le baptême. Devant les réticences de beaucoup, le roi fait enlever les enfants Juifs et musulmans pour leur donner une instruction chrétienne, puis inaugure une politique de conversions forcées. Les expulsions sont ainsi réduites le plus possible[15].

### Saint-Empire (règne de Maximilien d'Autriche)
- 16 avril : début du règne de Philippe II de Savoie (fin en 1497)[16].
- 1er septembre : Maximilien Ier crée à Innsbruck une trésorerie générale, compétente pour l’ensemble des pays héréditaires de la maison d’Autriche[17].
- 25 novembre : signature d'un contrat de mariage entre le jeune Jean III de Clèves et la princesse Marie de Juliers, encore enfant[18].
  - Union de Clèves : Alliance entre les duchés de Clèves, Berg et Juliers, pour pallier le problème de succession des duchés de Juliers-Berg et pour contrebalancer l'alliance entre la Bourgogne et les Habsbourg.

### Pologne et Lituanie
- 1er juin : statuts de Piotrków[19]. Premières lois fixant le paysan à la terre (nouveau servage). Il est interdit aux bourgeois des villes de devenir propriétaires fonciers.

## Naissances en 1496
- 12 mai : Gustave Vasa, roi de Suède († 29 septembre 1560).
- Date précise inconnue :
- Ludger tom Ring l'Ancien, peintre, graveur et décorateur allemand († 3 avril 1547).
- Vers 1496 :
  - Lu Zhi, peintre, calligraphe et poète chinois († 1576).
  - Clément Marot, poète français († 12 septembre 1544).

## Décès en 1496
- 1er janvier : Charles d'Angoulême.
- 7 septembre : Ferdinand II de Naples
- Piero Pollaiuolo, peintre florentin (né en 1443).